# Pedro de Toledo
Pedro de Toledo is een gemeente in de Braziliaanse deelstaat São Paulo. De gemeente telt 10.254 inwoners (schatting 2009).

## Aangrenzende gemeenten
De gemeente grenst aan Iguape, Itanhaém, Itariri, Juquitiba, Miracatu en Peruíbe.